# Cixidia kabakovi
Cixidia kabakovi är en insektsart som beskrevs av Alexander Fyodorovich Emeljanov 2005. Cixidia kabakovi ingår i släktet Cixidia och familjen vedstritar. Inga underarter finns listade i Catalogue of Life.